# نحمیا بن هوشیل
نحمیا بن هوشیل رهبر یهودیان در شورش علیه هراکلیوس بود.

## پیشینه
در سال ۵۹۰ میلادی راس الجالوت حنینا توسط خسرو دوم پادشاه ساسانی اعدام شد. راس الجالوت مشخص بعدی بوستنای است که در اولین راس الجالوت پس از اسلام است. بر اساس بعضی متون خسرو دوم بعد از کشتن حنینا فردی به نام هوشیل را به راس الجالوتی منصوب کرد. پسر او نحمیا بن هوشیل نام داشت. براساس این متون نحمیا بن هوشیل در زمان حمله ارتش ساسانی به اورشلیم به آنان کمک کرد. نحمیا حاکم اورشلیم شد. او دستور پیدا کردن کاهنین معبد و آماده سازی مقدمات برای ساخت معبد سوم را داد. بعد از چندین ماه مسیحیان شورش کردند. در سال ۶۱۷ میلادی پارسیان سیاست خود را عوض کردند و به مسیحیان ملحق شدند. نحمیا بن هوشیل در این زمان کشته شد.